# Joseph Pletinckx
Joseph Pletinckx   (Saint-Gilles, 13 de juny de 1888 - Saint-Gilles, 4 de gener de 1971) va ser un waterpolista belga que va competir durant el primer quart del segle xx.
En el seu palmarès destaquen quatre medalles en la competició de waterpolo dels Jocs Olímpics: tres de plata, als Jocs de Londres de 1908, d'Anvers de 1920 i de París de 1924; i una de bronze als d'Estocolm de 1912.